# GNU Hurd
GNU Hurd是一套作業系統核心，以微核心架構設計。Hurd是GNU操作系统的核心部份。GNU計畫从1990年开始开发GNU Hurd，并且将它作为一个遵循GPL的自由软件发布。Hurd的目标是从功能、安全性和稳定性上全面超越传统Unix核心，而同时又能保持对其的兼容性，为此Hurd遵守POSIX标准。
「HURD」是一个间接递归缩写，来自「HIRD of Unix Replacing Daemons」，其中「HIRD」表示「HURD of Interfaces Representing Depth」。

## 歷史
1983年，理查德·斯托曼提出GNU計劃，希望發展出一套完整的開放原始碼作業系統來取代Unix，计划中的作業系統，名為GNU。根據湯瑪斯·布什內爾的回憶，最早自由軟體基金會使用TRIX來開發作業系統，但在1986年放棄這個計畫。在此後，他們原希望以輕量化後的4.4BSD為基礎進行開發。
1987年，理查德·斯托曼決定以Mach微核心进行开发，認為可以借此加速作業系統的開發，但因為一直不確定卡内基梅隆大学何時要將核心原始碼釋出，造成計畫延遲了三年。
1989年，GNU計畫中的其他部份，如編輯器、編譯器、Shell等都已經完成，獨缺作業系統核心。1990年，自由軟體基金會開始正式發展Hurd。
1991年，Linux内核首次发布，GNU计划中，運作用户层级的应用軟體经过修改移植后，可以在Linux之上使用，因而很多開發者轉向Linux。Linux成為最常見的GNU系统軟體運作平台。
2005年，Hurd的开发者Neal Walfield完成了Hurd/L4基本的記憶體管理架構，Marcus Brinkmann移植了glibc的重要部分。2006年，Coyotos開發者嘗試將Coyotos核心移植到Hurd下。
但是，Hurd开发者在2007年又放弃了L4與Coyotos，重新着手开发以Mach為基礎的GNU Mach上。
經過多年的停滯後，開發在 2015 年和 2016 年再次加速，2 年發布了四個版本，但此後就沒有再發布了。
2015 年 8 月 20 日，在 Google Summer of Code 期間，宣布 GNU Guix已移植到 GNU Hurd 。

## 相关

### 誤解
Hurd经常被人误认为是一个核心，事实上它只是一套微核心伺服程序，而真正的核心部分则是在其下方。而关于最底层的核心，除了Mach外，Hurd开发团队还曾选择过L4。

### 與Linux的差别
如果沒有Hurd的计划，而Linux内核已经出现的話，GNU可能不會有这一计划。但在Linux之前，GNU Mach就已經被计划。GNU则希望這先進的架構能夠讓自由軟體更具有威力。
GNU的作業系統中預期的核心就是Hurd/GNU Mach。而不是Linux，一般常見的Linux操作系统又可稱為GNU/Linux。而GNU操作系统則是維持以Hurd和GNU Mach作為未來的發展計畫。

### 基于GNU/Hurd的操作系统发行版
- Bee GNU/Hurd
- Debian GNU/Hurd
- Arch Hurd